# Technická zařízení budov

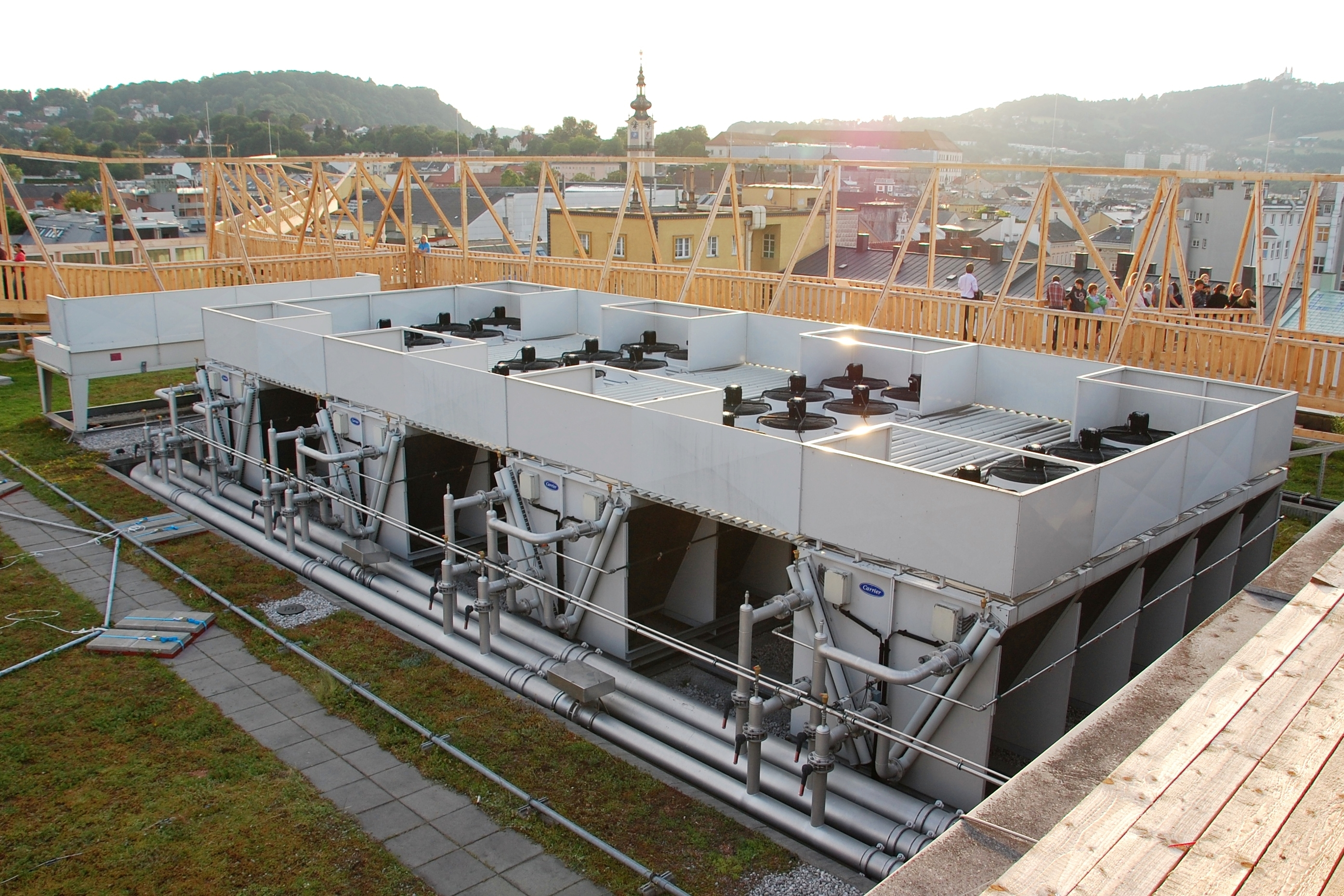
Centrální klimatizace

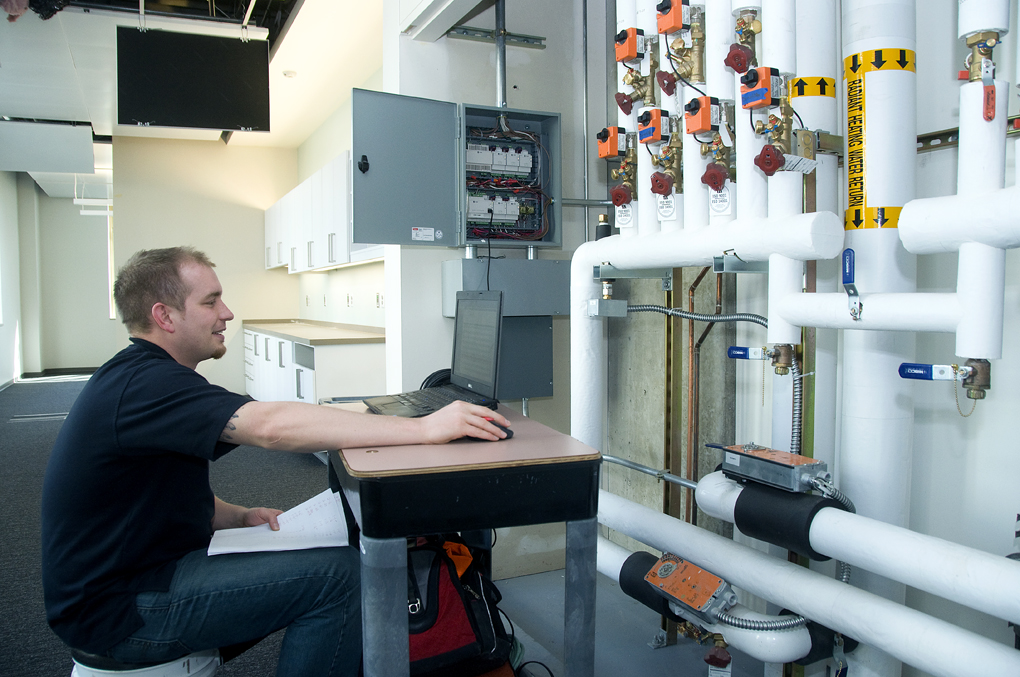
Rozvody vytápění

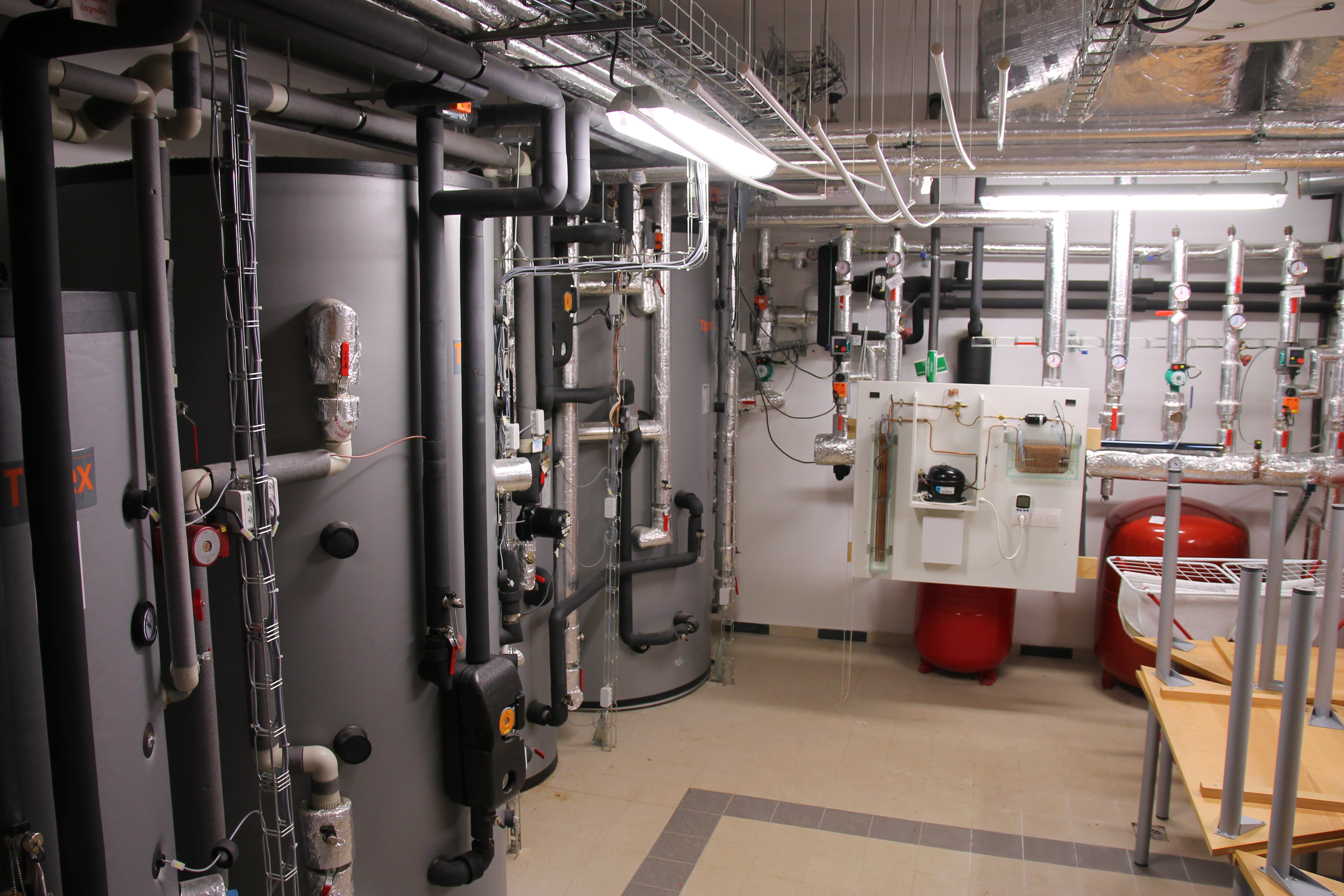
Kotelna a rozvody tepla ve skautském centru ekologické výchovy Kaprálův mlýn

Technická zařízení budov (TZB) označuje systémy, zařízení a profese, které souvisí se stavebnictvím a ovlivňují chod a užívání budov. Tento obor se taktéž snaží o vzájemnou koordinaci všech souvisejících profesí.

## Obor
Jedná se zejména o následující systémy:
- instalace – vytápění, vzduchotechnika, klimatizace, chlazení, rozvody plynu, vody a kanalizace (zdravotechnika, sanitární technika), centrální vysavače
- elektrotechnické rozvody – měření a regulace, elektrorozvody, zabezpečovací technika, řídicí systémy pro veškerá technická zařízení, hromosvody, telefonní rozvody, rozvody televizního signálu, počítačové sítě
- další technická zařízení – osvětlení, výtahy, eskalátory, protipožární systémy

Výše uvedené profese ovlivňují vnitřní prostředí staveb a týkají se zejména hospodaření s různými druhy energie. Standardy TZB jsou nastaveny různými oborovými normami. Navrhování těchto systémů je často provázáno s ekologickým pohledem a samozřejmě s požadavkem na maximalizaci úspornosti.

## Studium oboru v České republice
Na některých středních průmyslových školách lze studovat maturitní obor Technická zařízení budov (36-45-M/01).
Na vysokých technických školách je obor součástí studia na stavebních fakultách, například FSv ČVUT v Praze nebo FAST VUT v Brně. a v neposlední řadě na VŠB-TUO Ostrava, FAST- obor prostředí staveb

## Autorizovaní odborníci v České republice
U Česká komora autorizovaných inženýrů a techniků činných ve výstavbě lze získat po složení předepsaných zkoušek autorizaci pro obory:
Autorizovaný inženýr pro obor:
- technika prostředí staveb, specializace technická zařízení,
- technika prostředí staveb, specializace elektrotechnická zařízení,
- energetické auditorství.

Autorizovaný technik pro obor:
- technika prostředí staveb, specializace vytápění a vzduchotechnika,
- technika prostředí staveb, specializace zdravotní technika,
- technika prostředí staveb, elektrotechnická zařízení.[4]